# Coelogyne dulitensis
Coelogyne dulitensis é uma espécie de orquídea epífita, família Orchidaceae, originária de Borneu.